# Filippo Camassei

Kardinalswappen

Filippo Kardinal Camassei (* 14. September 1848 in Rom; † 18. Januar 1921 ebenda) war ein italienischer Geistlicher und Erzbischof von Naxos und später Lateinischer Patriarch von Jerusalem.

## Leben
Filippo Camassei erhielt seine philosophische und theologische Ausbildung am Päpstlichen Priesterseminar in Rom und empfing 1872 das Sakrament der Priesterweihe. Anschließend arbeitete er vier Jahre lang als Gemeindegeistlicher in Rom, ehe er 1876 persönlicher Sekretär von Kardinal Raffaele Monaco La Valletta wurde. Viele Jahre unterrichtete er den Priesternachwuchs der Diözese Rom, 1889 wurde er Rektor des Päpstlichen Athenaeums De Propaganda Fide. 1897 erhielt er den Ehrentitel eines Päpstlichen Hausprälaten verliehen.
1904 empfing Filippo Camassei durch Kardinal Girolamo Gotti die Bischofsweihe. Papst Pius X. ernannte ihn im gleichen Jahr zum Erzbischof von Naxos, Andros, Tinos und Mykonos und zwei Jahre darauf zum Lateinischen Patriarchen von Jerusalem. 1917 zwangen ihn die Türken zur Flucht nach Nazaret, wo er bei den Franziskanern Unterschlupf fand. Nach dem Sieg der englischen und französischen Truppen konnte Filippo Camassei 1918 nach Jerusalem zurückkehren. Am 15. Dezember 1919 nahm ihn Papst Benedikt XV. als Kardinalpriester mit der Titelkirche Santa Maria in Ara Coeli in das Kardinalskollegium auf und seinen Rücktritt vom Amt des Lateinischen Patriarchen von Jerusalem an.
Filippo Camassei starb während eines Besuchs in Rom am 18. Januar 1921 und wurde auf dem Friedhof Campo Verano bestattet.